# Nodilittorina
Nodilittorina là một chi ốc biển nhỏ, là động vật thân mềm chân bụng sống ở biển trong họ Littorinidae.
Nhiều loài trước đây được xếp vào chi này đã được chuyển sang chi Echinolittorina.

## Các loài
Các loài thuộc chi Nodilittorina bao gồm:
- Nodilittorina unifasciata